# 熊貓銀幣
熊貓銀幣是一系列由中國發行的紀念幣，銀幣正面（熊貓圖樣）每年都會重新設計，並且發行不同大小的版本。同時，中國每年亦會發行熊貓金幣，設計與熊貓銀幣相同。
2014年之前发行的熊猫金银币，除面值10000元的金质纪念币和面值300元的银质纪念币标注重量为“1kg”外，重量单位均为盎司；2015年发行的熊猫金银币未标注重量，但规格与之前相同；2016年及之后的统一改为公制重量。

## 設計

### 正面（熊貓）
正面由熊猫图案、面值及重量、成色（99.9%，2015年未标注重量及成色）组成。除了2001和2002年之外，每年的設計熊猫圖樣均不同，並且有以下的版本：
- 全新未流通
- 精鑄
- 鍍金
- 彩色

### 背面
正中央是北京天壇，上方有「中华人民共和国」字樣，下方有發行年份。